# Старая Нявка
Старая Нявка — село в Нижнеломовском районе Пензенской области России. Входит в состав Кувак-Никольского сельсовета.

## География
Село находится в северо-западной части Пензенской области, в пределах Керенско-Чембарской возвышенности, в лесостепной зоне, на берегах реки Старая Нявка, на расстоянии примерно 9 километров (по прямой) к северо-западу от города Нижний Ломов, административного центра района. Абсолютная высота — 193 метра над уровнем моря.

### Климат
Климат характеризуется как умеренно континентальный, с холодной продолжительной зимой и тёплым летом. Средняя температура воздуха самого тёплого месяца (июля) — 19,1 — 19,5 °C; самого холодного (января) — −13,3 — −11,3 °C. Продолжительность безморозного периода 125—144 дней. Период активной вегетации длится около 141 дня. Среднегодовое количество атмосферных осадков составляет 520 мм, из которых большая часть выпадает в тёплый период. Снежный покров устанавливается в конце ноября и держится в течение 140 дней.

### Часовой пояс
Село Старая Нявка, как и вся Пензенская область, находится в часовой зоне МСК (московское время). Смещение применяемого времени относительно UTC составляет +3:00.

## Население
| 1710  | 1795  | 1864  | 1877  | 1897  | 1911  | 1926  |
| ----- | ----- | ----- | ----- | ----- | ----- | ----- |
| 626   | ↗830  | ↗1106 | ↗1278 | ↘1215 | ↗1520 | ↘1306 |
| 1930  | 1939  | 1959  | 1979  | 1989  | 1996  | 2002  |
| ↗1471 | ↘1080 | ↘592  | ↘195  | ↘107  | ↘95   | ↘60   |
| 2010  |       |       |       |       |       |       |
| ↘5    |       |       |       |       |       |       |

### Национальный состав
Согласно результатам переписи 2002 года, в национальной структуре населения русские составляли 91 % из 60 чел.